# La Romance de Liang Shanbo et Zhu Yingtai
Ne doit pas être confondu avec Madame Butterfly ou Les Amants papillons.

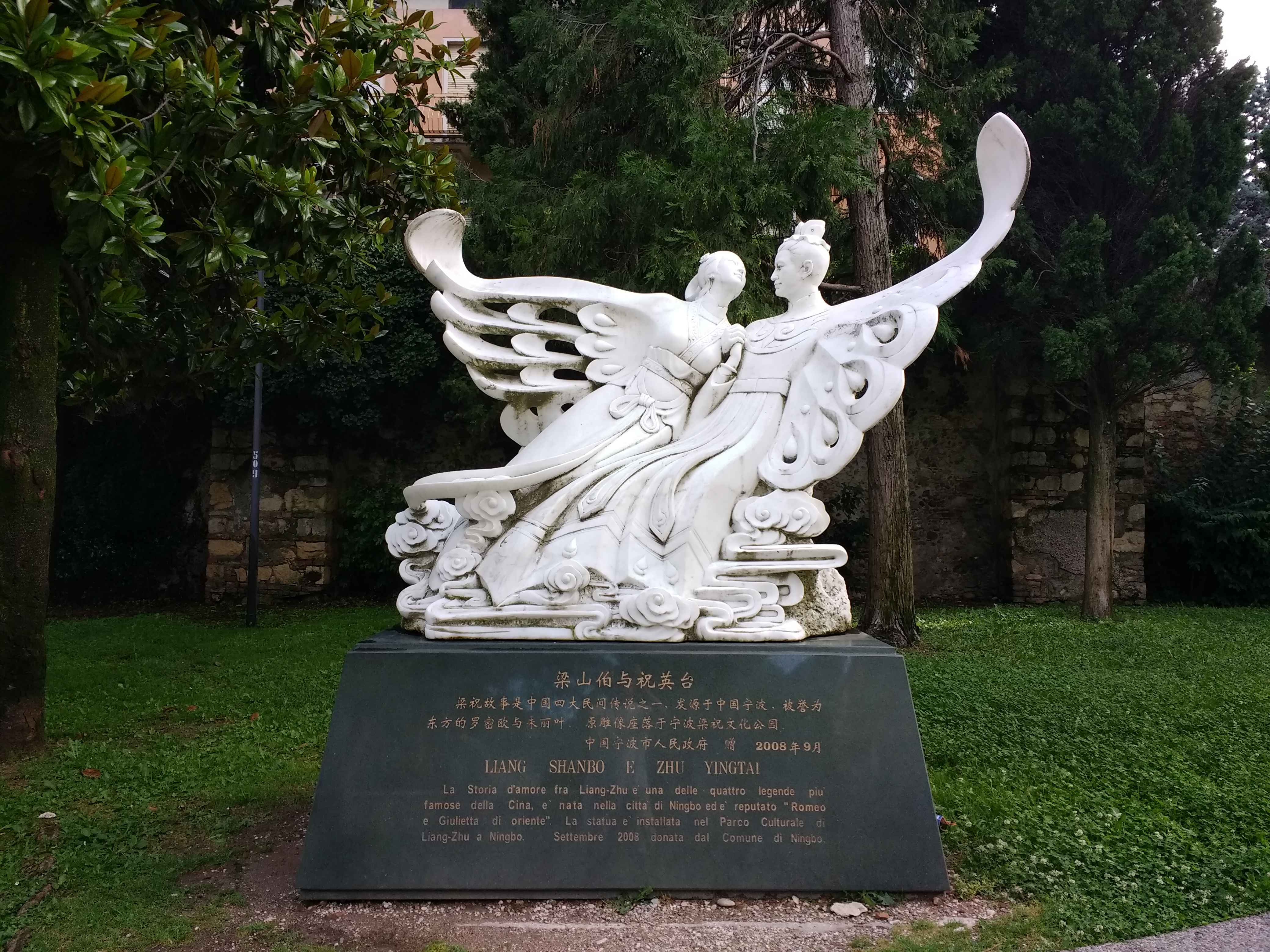
Monument représentant Liang Shanbo et Zhu Yingtai à Vérone (Italie) près de la tombe de Juliette

La Romance de Liang Shanbo et Zhu Yingtai (梁山伯与祝英台, en pinyin liáng shānbó yǔ zhù yīngtái, parfois traduit par Les amants papillons, du fait de la traduction anglaise butterfly lovers) est une légende chinoise qui raconte l'histoire d'amants désespérés, préférant mourir que d'être séparés, à l'instar de Roméo et Juliette.
Cette légende est un tel monument de la mythologie et de la culture chinoise qu'en 2006 elle a été présentée au classement de l'UNESCO dans l'objectif d'entrer à son répertoire du patrimoine oral et immatériel.

## Synopsis
L'arrière-plan historique de cette légende est la dynastie orientale des Jin.
Zhu Yingtai est née dans une riche famille de Shangyu, Zhejiang. Elle a huit grands frères qui vont tous à l'école. Zhu Yingtai est intelligente. Elle aimerait elle aussi s'instruire, connaître le monde, mais, à cette époque, la tradition veut que les petites filles chinoises n'aillent pas à l'école et restent à la maison pour apprendre ce que toutes les petites filles doivent apprendre.
Alors Zhu Yingtai réfléchit et la solution lui apparaît : il suffit de se cacher sous des vêtements de petit garçon et personne ne se doutera de rien ! C'est donc ainsi déguisée qu'elle parvient à conquérir l'accord de son père et le droit de franchir la porte de l'école, sans que personne la remarque. Sans éveiller les soupçons, Zhu Yingtai prend sa place au milieu des garçons et découvre le Savoir.
Un jour d'excursion à Hangzhou avec sa classe, Zhu Yingtai rencontre Liang Shanbo qui vient de l'école de Kuaiji (aujourd'hui Shaoxing). Dès les premières paroles échangées, ils ressentent une forte affinité, si forte qu'ils scellent bientôt leur amitié par un geste symbolique.
Pendant les trois ans qui suivent, ils étudient ensemble dans la même école. Ils sont tous deux aussi doués l'un que l'autre, bien que Liang consacre beaucoup plus de temps à étudier que Zhu. La jeune femme est peu à peu tombée amoureuse de Liang qui, obnubilé par ses études, ne s'aperçoit pas que Zhu grandit et devient manifestement une femme.
Le jour arrive où Zhu reçoit une lettre de son père qui lui demande de revenir au plus vite. Elle n'a alors d'autre choix que de se préparer en hâte et de prier Liang de lui faire ses adieux. Cependant, au fond de son cœur, elle s'est déjà avoué un éternel amour pour Liang. Avant son départ, elle se confie à la femme de leur maître en lui révélant sa véritable identité et ses sentiments pour son camarade de classe. Après lui avoir conté toute l'histoire, elle lui demande enfin de remettre à Liang un pendentif en jade, son cadeau de fiançailles.
Liang décide d'accompagner Zhu sur le chemin qui les mène vers leur séparation. Zhu tente diverses allusions afin que Liang se rende compte qu'elle est bien une femme cachée sous un déguisement d'homme. Entre autres, elle compare leur relation à un couple de canards mandarins (symbole du couple amoureux dans la culture chinoise) mais Liang n'entend rien à ses indices et n'a même pas le plus petit soupçon. En dernier recours, il lui vient une idée. Elle se tourne vers Liang et lui suggère qu'elle pourrait être son conseiller en amour, l'aider à trouver une femme, elle pourrait agir un peu comme une sœur. Avant de se séparer, Zhu insiste pour qu'il lui rende visite chez elle un jour en espérant qu'il pourra lui proposer une demande en mariage. Liang et Zhu s'éloignent l'un de l'autre à regret.
Quelques mois plus tard, quand Liang rend visite à Zhu, il découvre bel et bien une femme et prend conscience avec déception qu'il a perdu du temps. Enfin, leur amour peut s'exprimer ouvertement. Ils sont passionnément voués l'un à l'autre, ils font alors le vœu de s'aimer jusqu'à ce que la mort les sépare.
La joie de leurs retrouvailles et l'espoir de leur union prochaine ne durera pas longtemps : au moment où Liang demande la main de Zhu, il apprend que ses parents ont déjà arrangé un mariage avec un homme d'origine noble nommé Ma Wencai. Liang, le cœur brisé, se laisse mourir et s'éteint bientôt.
Le jour du mariage, Zhu se rend en bateau chez son futur mari, mais, au moment où l'embarcation passe aux abords du lieu où repose Liang, une mystérieuse tempête éclate, empêchant la procession de poursuivre sa route. Lorsque Zhu apprend qu'il s'agit de la tombe de Liang, elle s'effondre de désespoir et supplie que la sépulture s'ouvre. Soudain, le sol se déchire dans un fracas de tonnerre. Sans plus d'hésitation, Zhu se jette dans le trou béant pour rejoindre Liang. Deux papillons apparaissent alors, s'envolant de la tombe et voletant de concert vers l'infini.

## Parc culturel Liang-Zhu
En 347, la population locale rendit hommage à la mémoire de Liang Shanbo en édifiant un temple à son nom. Liang Shanbo, alors fonctionnaire, avait largement contribué à résoudre les problèmes liés aux crues de la rivière qui causaient de terribles inondations.
Le parc culturel Liang-Zhu (), situé à Ningbo, prend la légende des amours de Liang et Zhu pour thème principal. La « tombe de Liang-Zhu » (梁祝塚), le « temple de Liang Shanbo » (梁山伯廟), « le pont des époux » (夫妻橋) et Qin Gong (寢宮) sont officiellement reconnus par l'association culturelle chinoise Liang-Zhu comme sites culturels significatifs pour la naissance de la légende.

## Adaptations
Cette romance célèbre dans le monde entier a donné lieu à diverses adaptations au cinéma, dont The Love Eterne (1963) et The Lovers (1994). Elle est omniprésente dans la culture chinoise, notamment musicale. Elle est en particulier le thème d'un opéra de style Zaju, et celui d'un célèbre concerto pour violon.